# Tiporus moriartyensis
Tiporus moriartyensis är en skalbaggsart som beskrevs av Watts 2000. Tiporus moriartyensis ingår i släktet Tiporus och familjen dykare. Inga underarter finns listade i Catalogue of Life.